# 1–17 Park Circus Place

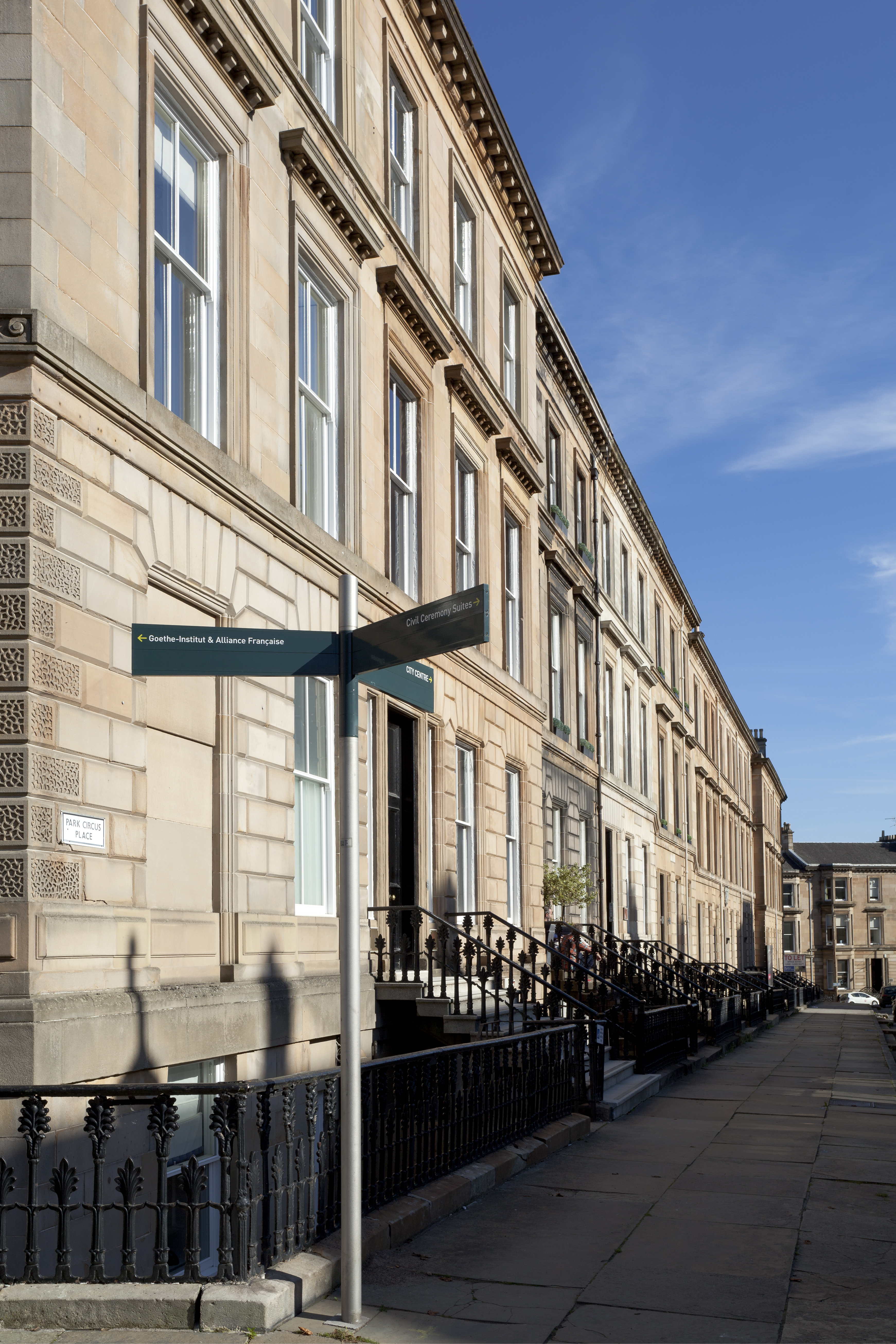
1–17 Park Circus Place

Unter der Adresse 1–17 Park Circus Place in der schottischen Stadt Glasgow befindet sich ein Ensemble von Wohngebäuden. 1970 wurde das Bauwerk als Einzeldenkmal in die schottischen Denkmallisten in der höchsten Denkmalkategorie A aufgenommen. Des Weiteren ist das Bauwerk Teil eines umfassenderen Denkmalensembles der Kategorie A.

## Geschichte
Der schottische Architekt Charles Wilson entwarf die Gebäudezeile im Jahre 1854. Der Bau wurde zunächst nicht ausgeführt. Erst zwischen 1872 und 1873 wurde Wilsons Entwurf schließlich umgesetzt. Das Haus Nummer 9 ist neueren Datums. Es wurde 1887 nach einem Entwurf John Archibald Campbells erbaut.

## Beschreibung
Die dreistöckige Gebäudezeile ist einen schwach abfallenden Hang gebaut. Sie befindet sich am Ostrand des Park Districts nordwestlich des Glasgower Stadtzentrums. Westlich schließt das Ensemble 1–29 Park Circus an. Die südwestexponierten Hauptfassaden der klassizistischen Häuser ist jeweils drei Achsen weit. Die beiden abschließenden Häuser treten leicht aus der Fassadenflucht heraus. Im Bereich des Erdgeschosses ist das Mauerwerk rustiziert. Die Eingangstüren sind über kurze Vortreppen zugänglich. Sie sind mit Kämpferfenstern und flankierenden Seitenfenstern gearbeitet, teils mit eingesetzten Ätzglasscheiben. Die Fenster des ersten Obergeschosses schließen mit Architraven und schlichten Bekrönungen. Unterhalb der Fenster gliedern Fenstergesimse die Fassade. Die Fassade schließt mit einem Kranzgesimse.